# Герхард III фон Кирбург
Герхард III фон Кирбург (на немски: Gerhard III von Kyrburg; † 1408) е вилдграф в Кирбург (над град Кирн) в Рейнланд-Пфалц.
Той е син на вилдграф Герхард II фон Кирбург-Шмидтбург († 1356) и Уда фон Изенберг-Лимбург († 1361), дъщеря на Герлах II фон Лимбург († 14 април 1355) и Кунигунда фон Вертхайм († 1362). Брат е на Фридрих III фон Кирбург († 14 ноември 1390), вилдграф на Кирбург, и на Агнес фон Кирбург († сл. 1373), омъжена пр. 2 март 1357 г. за Емих II фон Даун-Оберщайн († 1372).

## Фамилия
Герхард III фон Кирбург се жени на 26 февруари 1386 г. за графиня Аделхайд фон Велденц († сл. 16 март 1403), дъщеря на граф Хайнрих III фон Велденц († 1389) и графиня Лорета фон Спонхайм-Щаркенбург († сл. 1364). Те имат пет дъщери:
- Аделхайд фон Кирбург († 6 януари 1438), наследничка на Кирбург и Шмидтбург, омъжена пр. 28 октомври 1406 г. за вилд- и Рейнграф и граф Йохан III фон Даун (* ок. 1371; † 8/18 април 1428), син на Йохан II фон Щайн-Даун († 1383) и Юта фон Лайнинген († 1394)
- Елизабет фон Кирбург († сл. 1422), омъжена 1422 г. за Хайнрих III фон Финстинген-Шваненхалс († сл. 15 юли 1429), син на Якоб I фон Финстинген-Шваненхалс († 1388/1389) и Маргарета фон Финстинген-Бракенкопф († сл. 1382)
- Агнес фон Кирбург, омъжена 1404 г. за граф Йохан IV фон Золмс-Бургзолмс († 15 март/2 септември 1415), син на граф Йохан IV фон Бургзолмс († 1402) и Елизабет фон Золмс-Браунфелс († 1386)
- Уда фон Кирбург, омъжена за Еберхард I фон Хоенфелс († 1432), син на Конрад II фон Хоенфелс († 1392) и Ида фон Ербах-Ербах († сл. 1402)
- Кунигунда фон Кирбург († сл. 1408), канонеса, монахиня в „Св. Цецилия“ в Кьолн (1408)